# Stiromella notata
Stiromella notata är en insektsart som beskrevs av Logvinenko 1970. Stiromella notata ingår i släktet Stiromella och familjen sporrstritar.
Artens utbredningsområde är Ukraina. Inga underarter finns listade i Catalogue of Life.